# Hidrotrineu
L'hidrotrineu (en anglès, hydrospeed) és una modalitat d'esport individual en aigües braves. S'utilitza un aparell similar a un trineu amb uns mànecs per a les mans i que un cop dins del corrent es comporta com una embarcació i garanteix la flotabilitat, però en aquest cas la propulsió és necessària fer-la amb les cames, i per això es va equipat amb unes aletes als peus. No és necessari estar gaire en forma. La propulsió de les cames tan sols s'utilitza per canviar de direcció, la major part del temps un es deixa portar pel corrent.